# Adolf Friedrich Stenzler
Adolf Friedrich Stenzler, född den 9 juli 1807 i Wolgast, död den 27 februari 1887 i Breslau, var en tysk indolog. 
Stenzler blev filosofie doktor i Berlin 1829, varefter han under en längre vistelse i Paris åhörde Chézy, Silvestre de Sacy och Abel-Rémusat och sedan arbetade i East India Houses bibliotek i London, tills han 1833 erhöll en professur i orientaliska språk i Breslau, där han till 1872 tillika var andre bibliotekarie vid universitetsbiblioteket.
Stenzler, som var en mycket gedigen sanskritist, utgav särdeles förtjänstfulla arbeten på den indiska filologins område, bland annat "Brahma-Vaivarta-Purani specimen" (1829), "Raghuvansa, Kalidasae carmen" (text och latinsk översättning 1832) och "Kumara-Sambhava, Kalidasae carmen" (text och latinsk översättning 1838).